# Anoplistes amoenus
Anoplistes amoenus är en skalbaggsart. Anoplistes amoenus ingår i släktet Anoplistes och familjen långhorningar.

## Underarter
Arten delas in i följande underarter:
- A. a. mongolicus
- A. a. amoenus